# Die Braut kam per Nachnahme
Die Braut kam per Nachnahme (Originaltitel: The Bride Came C.O.D.) ist eine US-amerikanische Screwball-Komödie aus dem Jahr 1941 unter der Regie von William Keighley. Bette Davis spielt eine Erbin, die durchbrennt und im Auftrag ihres Vaters von einem von James Cagney gespielten Piloten wieder eingefangen werden soll. Das Drehbuch beruht auf einer Geschichte von Kenneth Earl und M. M. Musselman. Bette Davis und James Cagney spielten hier nach Ein feiner Herr (Jimmy the Gent) das zweite Mal und gleichzeitig auch das letzte Mal zusammen.

## Handlung
Die Öl-Erbin Joan Winfield lernt den Bandleader Allen Brice kennen und fasst den Entschluss, mit ihm durchzubrennen. Sie bittet deshalb den Piloten Steve Collins darum, sie und Allen zu fliegen. Joans Vater Lucius K. Winfield kann Steve, der meist klamm ist, jedoch davon überzeugen, dass es für ihn finanziell lukrativer ist, wenn er ihm seine Tochter unverheiratet zurückbringt. Er macht Steve klar, dass es sein Schaden nicht sein werde. Steve entführt Joan kurzerhand, woraufhin Allen das FBI alarmiert.
Als Joan klar wird, was Steve mit ihr im Sinn hat, stellt sie allerlei an, um ihn zur Umkehr zu bewegen; als das nichts fruchtet, versucht sie, mit einem Fallschirm abzuspringen. Das führt letztendlich dazu, dass Steve eine Bruchlandung mitten in der Wüste hinlegt.
Sie verwahrt sich dann dagegen, dass Steve in ihrer Nähe nächtigt. Als sie davonrennt, um sich einen passenden Platz zu suchen, fällt sie mit dem Allerwertesten in einen Kaktus. Als Steve ihr helfen will, die Stacheln zu entfernen, reagiert sie zum Dank schnippisch. Gerade als Joan es sich einigermaßen bequem zur Nacht gemacht hat, meint sie, einen Kojoten heulen zu hören, so dass sie doch lieber zu Steve rennt und dicht an ihn gekuschelt einschläft. Als Steve am nächsten Morgen erwacht, macht Joan schon ihre Fitnessübungen und sieht dabei eine Wüstenstadt. Empört giftet sie Steve an, dass er sie absichtlich von dieser Stadt ferngehalten habe und schubst ihn erbost in einen Kaktus. Als sie die Stadt erreichen, müssen sie erkennen, dass es sich um eine Geisterstadt namens Bonanza handelt, halb zerfallene, windschiefe Gebäude sind alles, was sie ausmachen können. Dann sehen sie allerdings ein altes Hotel, das noch einigermaßen intakt scheint. Als sie das Gebäude durchstreifen und dabei Tiere aufschrecken, hören sie plötzlich eine Stimme, der sie neugierig folgen, und sehen den, wie sie später erfahren, alten Pop Tolliver. Pop war gerade im Schacht eines Bergwerks, der, wie er überzeugt meint, der beste Eisschrank der Welt sei. Er hat Schinken und Eier dabei und bereitet den beiden erst einmal ein Frühstück. Sie erfahren von ihm, dass das Hotel, nachdem die Goldminen geschlossen worden waren, keine Gäste mehr hatte und die Stadt nach und nach zu einer Geisterstadt wurde. Er warte immer noch auf einen neuen Boom, meint er vergnügt.
Als Joan Pop in einem günstigen Moment klarmachen will, dass sie entführt worden sei, bezweifelt er das. Eine Radiomeldung über die Entführung kommt da im rechten Moment, so dass Pop ihr nun doch glaubt und ihr helfen will. Er habe noch ein uraltes Auto, das man nur wieder flottmachen müsse. Zu dritt, auch Steve hilft, weil Pop eine Pistole als Argument benutzt, schaffen sie es, das Auto wieder in Gang zu bringen. Steve muss den alten Kasten dann auf eine Anhöhe schieben, damit er mehr Schwung beim Anfahren bekommt, und wird anschließend von Pop in das noch vorhandene Gefängnis der Stadt gesperrt. Das Auto, das mit Pop und Joan unter lautem Geknalle startet, rast den Hügel hinunter und landet dann seitwärts im Wüstensand. Joan landet erneut im Kaktus!
Als über das Gelände Militärmaschinen hinwegfliegen, will Joan sie mit einem Spiegel aufmerksam machen. Steve kann Pop Tolliver jedoch davon überzeugen, dass er den Auftrag habe, die junge Frau zu ihrem Vater zurückzubringen, so dass sich Pop nun auf Steves Seite stellt und Joan in der Zelle landet. Als Steve, nachdem er seine Maschine gewartet hat, zurückkommt und Joan erklärt, dass er sie nun zu ihrem Vater bringen werde, überlistet sie ihn und läuft weg – geradewegs in ein altes Bergwerk. Als Steve sie dort findet, stürzt ein Stollen ein. Nunmehr verängstigt, versöhnt sich Joan mit Steve, der sich ohnehin schon in sie verliebt hat. Er meint, dass es ihr erfolgreich gelungen sei, den Eingang zur Mine zu blockieren, worauf sie erfreut bemerkt, dass er sie dann nicht zu ihrem Vater bringen könne. Die Freude schlägt jedoch schnell ins Gegenteil um, als ihr bewusst wird, was es bedeuten könnte, hier eingeschlossen zu sein. Joan ist von der Situation überfordert und ziemlich am Ende. Steve sucht derweil einen Weg aus dem Stollen und landet wieder bei Pop. Über dem Gebäude kreist gerade eine Maschine des Sheriffs, der gleich darauf mit seinem Gehilfen erscheint. Pop und Steve haben inzwischen beschlossen, Joan nichts von dem Ausgang zu erzählen, um so Zeit zu gewinnen, bis Joans Vater da ist. Da Joan annimmt, dass es „ihre letzten Stunden sein werden“ wird sie sehr sentimental und am Ende küssen sich beide, wobei sie Steve auf die Schliche kommt: „Sie haben gegessen“, ruft sie entrüstet, „und mich lassen Sie hier sitzen im Glauben, ich würde sterben! Sie sind ein widerlicher abgefeimter Lügner! Es gibt einen Weg hinaus!“.
Inzwischen hat es der Bräutigam in spe geschafft zusammen mit Friedensrichter Sobler und weiteren Freunden in der Geisterstadt zu landen. Steve und Pop entdecken, dass Richter Sobler in diesem Bundesstaat keine Amtsbefugnisse hat, also eine Trauung durch ihn ungültig wäre. Zuerst wird versucht Zeit zu gewinnen, bis Joans Vater gelandet ist. Steve versucht daher, einen Streit mit Allen vom Zaun zu brechen und will, dass er sich körperlich wehrt. Steve schafft es auch, dass es zu einer Prügelei zwischen ihm und Allen kommt, leider ist Allen aber stärker als er. Also muss man umdenken, um das Paar aufzuhalten. Mit dem Hintergedanken einer ungültigen Heirat, wenn sie gleich hier geschlossen wird, reden Pop und Steve Allen plötzlich zu, gleich jetzt und hier den Bund fürs Leben zu schließen und nicht erst nach Las Vegas zu fliegen. Joan ist verwundert, wieso Steve sich auf einmal so kümmert und weiß nicht, was sie davon halten soll. Sie ist auch ein wenig eingeschnappt, dass Steve plötzlich auf eine schnelle Eheschließung drängt. Während die Musik zur Hochzeit noch spielt, hören sie ein Flugzeug über sich kreisen. Der Standesbeamte erklärt Joan und Allen zu Mann und Frau. Steve schafft es nicht, beide davon zu überzeugen, dass sie im Bundesstaat Kalifornien seien. Das Flugzeug mit beiden startet. Joan ist traurig, da sieht sie plötzlich ein Kissen mit der Aufschrift „California“ und ihr wird schlagartig klar, warum Steve sich so verhalten hat. Sie ist nicht verheiratet. Joan schnappt sich kurzerhand den Fallschirm und lässt den verdutzten Allen allein im Flugzeug zurück. Inzwischen ist Joans Vater eingetroffen. Der Alte amüsiert sich darüber, dass seine Tochter und Allen glauben, verheiratet zu sein, es aber nicht sind. Dann erst wird ihm die Tragweite bewusst und er meint, dass er seine Tochter sofort retten müsse. Plötzlich hört er Joans Stimme aus der Ferne. Sie liegt schon wieder in einem Kaktus! Steve eilt zu ihr, sie fällt ihm glücklich um den Hals und er drückt sie ganz fest an sich.

## Produktion

### Dreharbeiten, Hintergrund
Sowohl Cagney als auch Davis waren daran interessiert, ihre Filmpersönlichkeit zu ändern. Cagney wollte weg von den gangsterbezogenen Rollen, während Davis nur in seriösen Dramen zu sehen gewesen war. Die Lösung war eine romantische Komödie. Cagney bestand darauf, dass man seinen Bruder William Cagney den Film produzieren ließe, da dieser mit seinem Erfolg Captains of the Clouds (1942) (Helden der Lüfte) – ebenfalls an der Seite von Hal B. Wallis – bewiesen hatte, dass er den Weg von der Schauspielerei zum Produzieren gefunden hatte.
Nach ihrer Zusammenarbeit am Film The Strawberry Blonde (1941) (Schönste der Stadt) holten die Cagneys die Zwillinge Julius und Phil Epstein ins Boot, um das Drehbuch zu „beleben“.
Davis war nicht die erste Wahl für die Rolle der Joan Winfield, da Ann Sheridan, Ginger Rogers und Rosalind Russell in Erwägung gezogen wurden, bevor die Rolle für Olivia de Havilland bereitgelegt wurde. Mit der Unterstützung von Hal B. Wallis bekam trotzdem Davis die begehrte Rolle.
Gedreht wurde in den Monaten Januar/Februar 1941 im Death-Valley-Nationalpark in Kalifornien in den USA, am Hollywood Burbank Airport (dazumals: Lockheed Air Terminal) sowie in den Warner Bros.-Studios in Burbank. Bei den Dreharbeiten in der kalifornischen Wüste fiel Bette Davis tatsächlich in einen Kaktus und mussten ihr 45 Stacheln aus dem Gesäß gezogen werden.
Bette Davis selbst hielt nie viel von diesem Film, obwohl das Ergebnis „viel unterhaltsamer war“, als sie es in ihrer Erinnerung abgespeichert hatte. Diese Komödie war James Cagneys letzter im Jahr 1941 in die Kinos gekommene Film, auf den er laut seines Biografen Andrew Bergman „lieber hätte verzichten sollen.“
Unter den im Film verwendeten Luftfahrzeugen befanden sich Flugzeuge der Erzeuger Aeronca, Bellanca Aircraft Company, Cessna, Lockheed, Ryan Aeronautical und Waco. Als „Entführungs-“Maschine diente im Film eine Bellanca F Rocket.

### Veröffentlichung
Seine Premiere in den USA erlebte der Film am 12. Juli 1941. In der Bundesrepublik Deutschland lief er zum ersten Mal am 22. November 1977 im Fernsehen. Allerdings wurde bei der deutschen Sprachfassung Max Steiners durchdachte Filmmusik [etwa wenn Cagney Davis von Kakteenstacheln erlöst] entfernt und durch ein Mode-Ton-Erzeugnis ersetzt, das die jeweilige Szene nicht musikalisch reflektiert und/oder verdeutlicht, sondern bloß den Klamauk-Charakter des Filmes überbetont und diesen damit erheblich schwächt.
Dieser Film ist seit dem 15. Juni 2007 auf DVD erhältlich, herausgegeben von Warner Home Video, Spieldauer 87 Minuten.

## Kritik
„James Cagney und Bette Davis liefern sich als Hauptdarsteller dieser temperamentvollen Liebeskomödie von William Keighley (…) ein launiges Duell, in dem der Kampf der Geschlechter mit allen Tricks ausgefochten wird. Das Drehbuch lieferten die ‚Casablanca‘-Autoren Julius J. und Philip G. Epstein, Cagneys Bruder William fungierte als einer der Produzenten. Darüber hinaus war er der Manager des Hollywood-Stars.“
Cinema lobte, dass die Notlandung von Davis und Cagney in der Wüste von Nevada „der Auftakt für einen temperamentvollen Geschlechter- und Klassenkampf mit viel Wortwitz“ sei.
Kino.de sah das ähnlich wie Cinema und schrieb: „Unterhaltsame Komödie, in der sich James Cagney (…) und Bette Davis (…) pointenreiche Wortgefechte liefern, bevor sie am Ende einsehen müssen, dass sie das Drehbuch für einander bestimmt hat. Davis hatte im Nachhinein nicht allzu viel Gutes über den Film zu vermelden, was aber kaum verwundert, landet sie als Running Gag doch ein ums andere Mal in Kakteen und muss sich die Stacheln von Cagney entfernen lassen.“
Das Lexikon des internationalen Films zeigte sich überzeugt. Dort wurde ausgeführt: „Eine banale Geschichte, aber durch geschickt eingestreute Pointen und ein hervorragendes Darstellerteam bietet der Film kurzweilige Unterhaltung.“
Bei Rotten Tomatoes liegt der Ausschlag des Audience Score Mitte März 2021 bei etwas mehr als 500 Bewertungen auf 62 Prozent.